# Temple de Maitreya
Le temple de Maitreya (en mongol : ᠮᠠᠢᠳᠠᠷ
ᠵᠤᠤ , translittération : Maidari-yin juu), ou lamaserie de Meidai (chinois simplifié : 美岱召 ; pinyin : měidài zhào) est un monastère bouddhiste tibétain situé dans la bannière droite de Tumd près de Baotou en Mongolie-Intérieure au pied des monts Yinshan. Il a été classé dans la liste des monuments historiques de Chine (4-135).

## Histoire
Les origines du Maidari-yin juu remontent à Altan Khan en 1565. Le temple fut probablement à l’origine une ville palatiale fortifiée (Yeke Baising). Il aurait été transformé en un temple soit par Altan Khan, soit par sa petite-fille Macaγ Qatun (chinois traditionnel : 烏蘭妣吉). Altan Khan était le chef de la tribu mongole des Toumètes. Il fut intronisé roi de Shunyi (順義王 / 顺义王) par l’empereur Ming, Muzong. Plusieurs bâtiments évoquent encore la fonction palatiale du lieu. La salle aux tuiles vernissées vertes (chinois traditionnel : 琉璃殿) était en effet aussi nommée le pavillon de toilette de l’impératrice (chinois traditionnel : 太后的梳妝樓).
Le temple prend de l'importance après la mort de Altan Khan en 1582, car sa troisième épouse Erketü Qatun en mongol : ᠡᠷᠬᠡᠲᠦ
ᠬᠠᠳᠤᠨ, chinois : 三娘子) assura la régence et fit du temple le centre du pouvoir toumète,.
En 1604, les Tibétains envoyèrent le Maidari Khutuktu, reconnu comme la réincarnation de Maitreya, à Kökeqota,
En 1606, la princesse Macaγ Qatun invita le Maidari Khutuktu à Yeke Baising. Elle y fit alors construire la porte d’entrée du monastère (chinois traditionnel : 泰和門). C’est à partir de ce moment-là que le temple fut appelé temple de Maitreya.
La princesse Macaγ Qatun résida au monastère de Maitreya jusqu’en 1626, date de son décès.
En 1606, le monastère fut aussi dénommé en chinois « temple de l’éveil spirituel » (chinois traditionnel : 靈覺寺). L’inscription est encore présente sur la porte Taihe. Il fut renommé (chinois traditionnel : 壽靈寺 ; pinyin : shòulíng sì) au début de la dynastie mandchoue. Il fut par la suite appelé ville de Fuhua (福化城) par le gouvernement.
Si la plupart des monastères fondés par Altan Khan et sa famille furent entretenus par la dynastie mandchoue, ce ne fut pas le cas du Maidari-yin juu. Il fut probablement désaffecté et ne connut qu'une rénovation sous le règne de Kangxi.
Pendant la Révolution culturelle, un des bâtiments fut détruit et le monastère fut utilisé comme grenier à grain. Des œuvres d’art et des textes furent endommagés à divers degrés.
Le temple a été inscrit sur la quatrième liste des monuments historiques de Chine en 1996.

## Architecture
Le monastère de Meida-yin juu est un complexe intégrant des éléments urbains, résidentiels et religieux. C’est une combinaison de plusieurs styles architecturaux (chinois, mongols, tibétains). Il comprend entre autres la porte voutée Taihe (泰和门), une salle d’assemblée (hall Mahavira), une salle aux tuiles vernissées vertes (琉璃殿), le temple Naiqiong (乃琼庙), le temple de l’impératrice (太后庙), le temple du Dalai lama (达赖庙), et le temple du Dieu des richesses (财神庙),.

### Les murs
Les murs du temple de Maitreya sont caractéristiques des techniques utilisées par les Chinois à l’époque Ming. Ils sont constitués de terre battue recouverts de pierre et de briques. Ils sont flanqués de tours d’angle avec des pavillons. Ils font cinq mètres de haut et sont larges de cinq mètres à la base.
Le périmètre est d’une longueur de 681 mètres.

### La Porte Taihe
La porte voutée Taihe (chinois simplifié : 泰和门) a été construite en 1606 par Macaγ Katun. le pavillon fut reconstruit en 1985.

### Le grand temple (Hall Mahavira)
Le grand temple est situé au nord de la porte voûtée Taihe. Elle fait 43,7 mètres de long et 23,2 mètres de large. Les murs sont couverts de fresques de style tibétain, effectuées lors de la rénovation de 1606. Une partie de ces peintures murales est appelée la fresque des donateurs. Elle comprend  notamment un portrait de Cürüke, un petit fils d’Altan Khan, d'Erketü Qatun en mongol : ᠡᠷᠬᠡᠲᠦ
ᠬᠠᠳᠤᠨ, 三娘子), la troisième épouse d’Altan Khan ainsi que de Macaγ Qatun

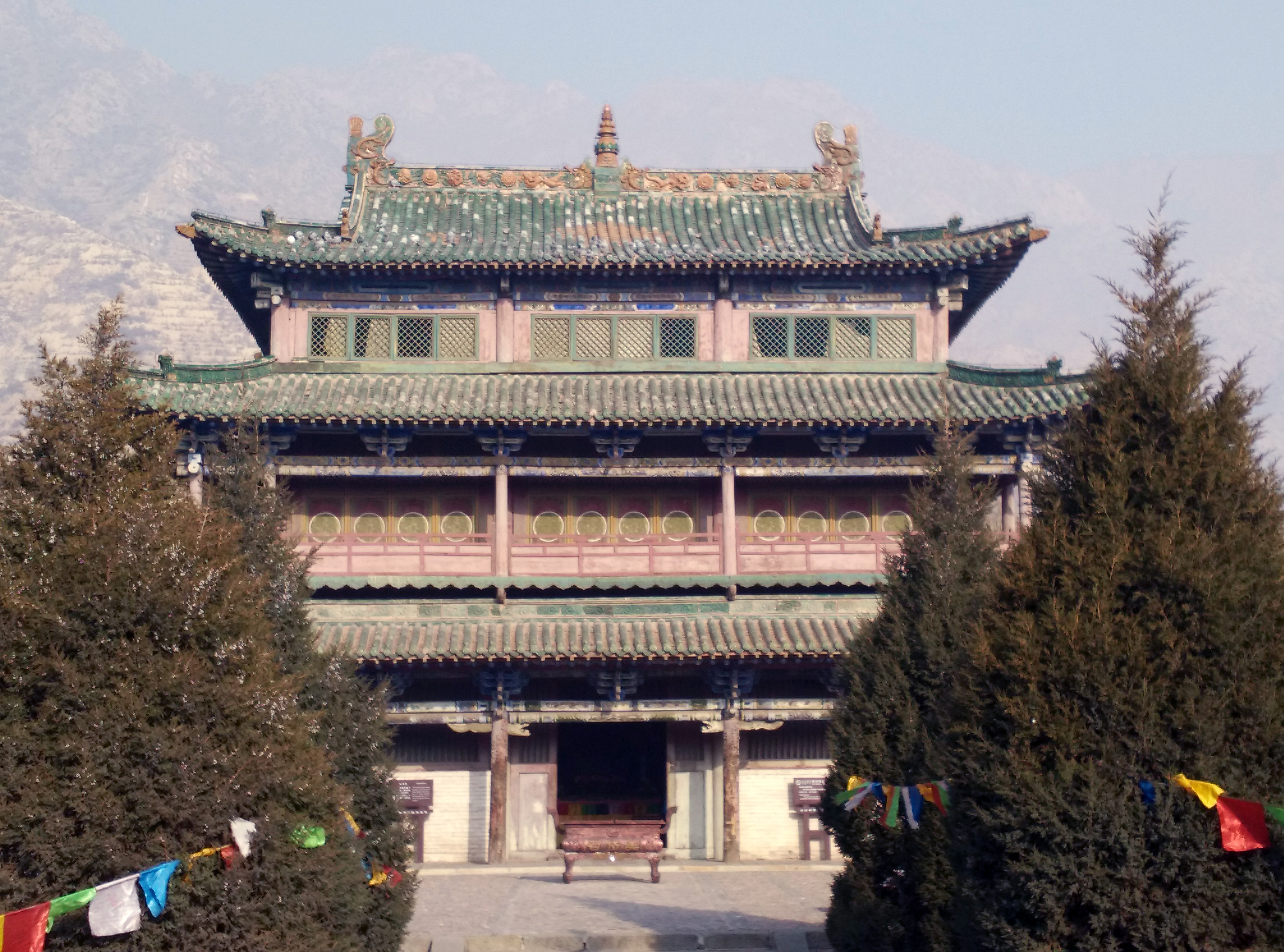
la salle aux tuiles vernissées vertes

### Le temple de l’impératrice
Le temple de l’impératrice (chinois : 太后庙) également appelé salle aux tuiles vernissées vertes (chinois traditionnel : 琉璃殿) est situé au nord-est du Hall Mahavira. Il abrite un stupa en bois de santal conservant selon les sources les cendres de Macaγ Qatun ou Erketü Qatun.

### Le temple de Naicung
Le temple de Naicung (chinois :乃琼庙), est également appelé temple de Pe-har car il dédié à Pehar Gyalpo. Il s’agit au Maida-yin juu d’un bâtiment de style tibétain, qui fut probablement utilisé à l’origine comme la résidence du Maitreya Khutkutu,.

## Lien externe

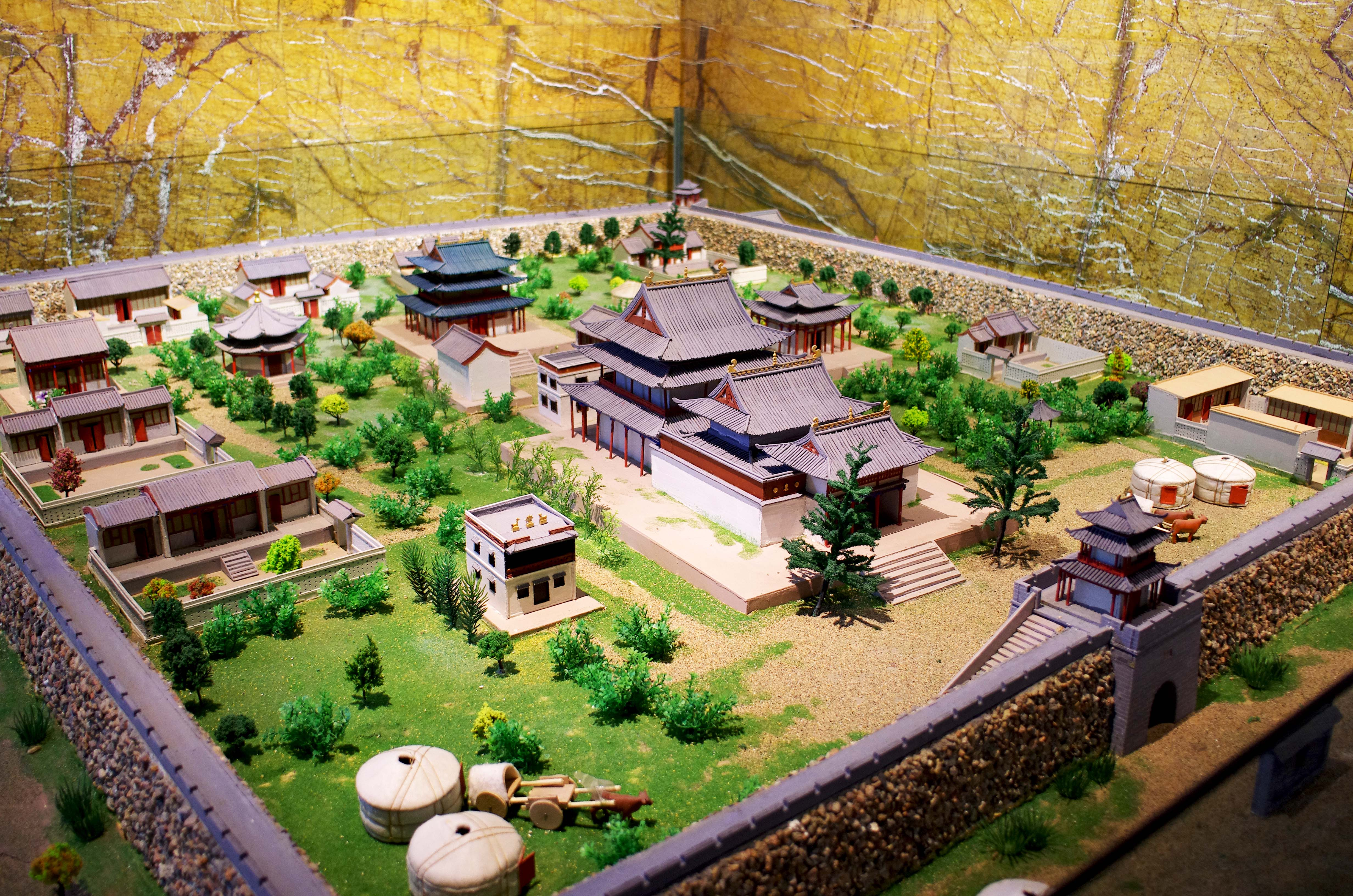